# Felicija Bortkevičienė
Felicija Bortkevičienė (ur. 1 września 1873 w Linkaučiai, zm. 21 października 1945 w Kownie) – litewska działaczka polityczna, posłanka na Wielki Sejm Wileński i do Zgromadzenia Konstytucyjnego, feministka, wydawca.

## Wczesne lata
Rodzice Juzoas Povickas i Antanina Ona Liutkevičiūtė pochodzili ze szlachty litewskiej. Dom rodzinny został skonfiskowany za udział w Powstaniu styczniowym więc rodzina przeniosła się do wsi Antakalnis koło Wiłkomierza. Kilku członków rodziny matki zginęło w Powstaniu lub zostało zesłanych na Syberię za udział w nim. Jako dziecko odwiedziła swojego dziadka i wujków zesłanych do Insar. Rodzice mówili po polsku, mimo że czuli się Litwinami. Felicija nauczyła się trochę litewskiego od matki.
Uczęszczała do Gimnazjum Żeńskiego w Kownie w latach 1885–1889. W związku z oskarżeniem o podburzanie innych uczennic do zbojkotowania obowiązkowego uczestnictwa w modlitwach prawosławnych została wyrzucona ze szkoły. W 1890 udało jej się ukończyć Gimnazjum Żeńskie w Wilnie. Przez rok studiowała polską historię i język francuski na tajnym Uniwersytecie Latającym w Warszawie. Po powrocie do domu pracowała, wraz z ojcem do jego śmierci w 1898, w banku w Wiłkomierzu. W 1899 wyszła za mąż za inżyniera i przyjaciela z lat młodości Jonasa Bortkevičiusa. Ponieważ jej mąż nie był szlachcicem rodzina Feliciji nie akceptowała jej małżeństwa. Nowożeńcy przeprowadzili się więc do Wilna, gdzie zaczęła studiować język litewski.

## Przed I wojną światową
W Wilnie wstąpiła do nielegalnego stowarzyszenia intelektualistów znanego jako Dwunastu Apostołów z Wilna. Przez kolportera nielegalnych książek Motiejusa Baltūsisa uzyskała dostęp do zakazanych w Imperium litewskich gazet: Varpas, Ūkininkas i Naujienos. Po jego aresztowaniu w 1902 sama zajęła się kolportażem. Książki ukrywała w Kościele św. Mikołaja. Weszła w skład komitetu centralnego Partii Demokratycznej Litwy założonej w 1902 i zarządu Litewskiego Związku Kobiet założonego w 1905. Aktywnie wspierała Rewolucję 1905 roku dostarczając agitatorom materiały, pieniądze i broń. Była członkiem komitetu organizacyjnego i delegatem na Wielki Sejm Wileński. Została szefem komitetu centralnego Unii Ludowej utworzonej w trakcie Sejmu, która zaproponowała, a Sejm przyjął, ustawę nadającą czynne prawo wyborcze wszystkim niezależnie od płci, religii czy narodowości. Po rewolucji zajęła się, wówczas już legalną, prasą w języku litewskim. Była wydawcą gazet Lietuvos ūkininkas i Lietuvos žinios. We wrześniu 1907 wzięła udział w pierwszym Kongresie Kobiet. Działała w towarzystwie Žiburėlis, które zajmowała się wspieraniem finansowym utalentowanych studentów (prezesem w latach 1903-1940) i Kankinių kasa wspierającym aktywistów prześladowanych przez władze carskie (1904-1914). Za działalność antypaństwową była czterokrotnie aresztowana. jej mąż spędził w 1906 trzy miesiące w więzieniu na Łukiszkach co osłabiło jego zdrowie. Zmarł po długim leczeniu w 1909. W 1915 została pierwszą kobietą wolnomularzem na Litwie.

## I wojna światowa
W czasie wojny kontynuowała swoją działalność publiczną w Rosji. organizowała pomoc dla Litwinów pruskich wysiedlonych z Litwy Mniejszej. Odwiedzała ich społeczności na Uralu i nad Wołgą. Jej organizacja Lietuvių globa pomagała ponad 4000 Litwinów, prowadziła sześć szkół podstawowych i cztery domy starców. W 1917 była członkiem komitetu organizacyjnego litewskiej konferencji w Petersburgu. W jej trakcie opowiedziała się przeciwko niepodległości Litwy preferując autonomię w ramach Imperium Rosyjskiego. Po kilku miesiącach zmieniła zdanie i uznała to za błąd. W październiku 1917 była delegatem na konferencję litewską w Sztokholmie. Po niej pracowała w Czerwonym Krzyżu w Kopenhadze organizując pomoc dla litewskich jeńców wojennych w Niemczech. Na wiosnę 1918 powróciła do Wilna. Na początku wojny litewsko-sowieckiej namówiła Mykolasa Sleževičiusa by został Premierem. Zaproponował jej stanowisko Ministra Zaopatrzenia i Prac Publicznych ale jej kandydatura nie została przyjęta. Na początku 1919 wraz z innymi osobistościami była przetrzymywana jako zakładnik przez rząd Litewsko-Białoruskiej Socjalistycznej Republiki Rad z Vincasem Mickevičius-Kapsukasem na czele, który domagał się uwolnienia komunistów przetrzymywanych przez rząd Litwy. Spędziła sześć miesięcy w więzieniach w Wilnie, Dyneburgu i Smoleńsku.

## Po I wojnie światowej
Po wojnie powróciła do Kowna. W kwietniu 1920 została wybrana do Konstytuanty ale ze względu na nawał obowiązków nie przyjęła mandatu. Dopiero w styczniu 1921 zastąpiła zmarłego Juozasa Lukoševičiusa. Pomagał tworzyć Statut Uniwersytetu Litewskiego i Kartę Praw Pacjenta, która dawała kobietom prawo do 6 tygodni urlopu macierzyńskiego i uniemożliwiała zwolnienie z pracy. W konstytuancie sprzeciwiała się zwrotowi majątków zajętych przez Carat kościołom i zakonom oraz przeciw powołaniu urzędu Prezydenta.
Całe życie wspierała wolności obywatelskie. Sprzeciwiała się Zamachowi stanu w 1926, który doprowadził do powstania autorytarnego reżimu Antanasa Smetony. Po okupacji Litwy w 1940 przez ZSRR znacjonalizowano gazety co odebrało Feliciji źródło utrzymania i sens życia. W 1945 została zatrzymana i przesłuchiwana wielokrotnie przez NKWD. Odbiło się to na jej zdrowiu i zmarła w październiku 1945 w Kownie. Została pochowana u boku siostry w Traszkunach.